# О-бон

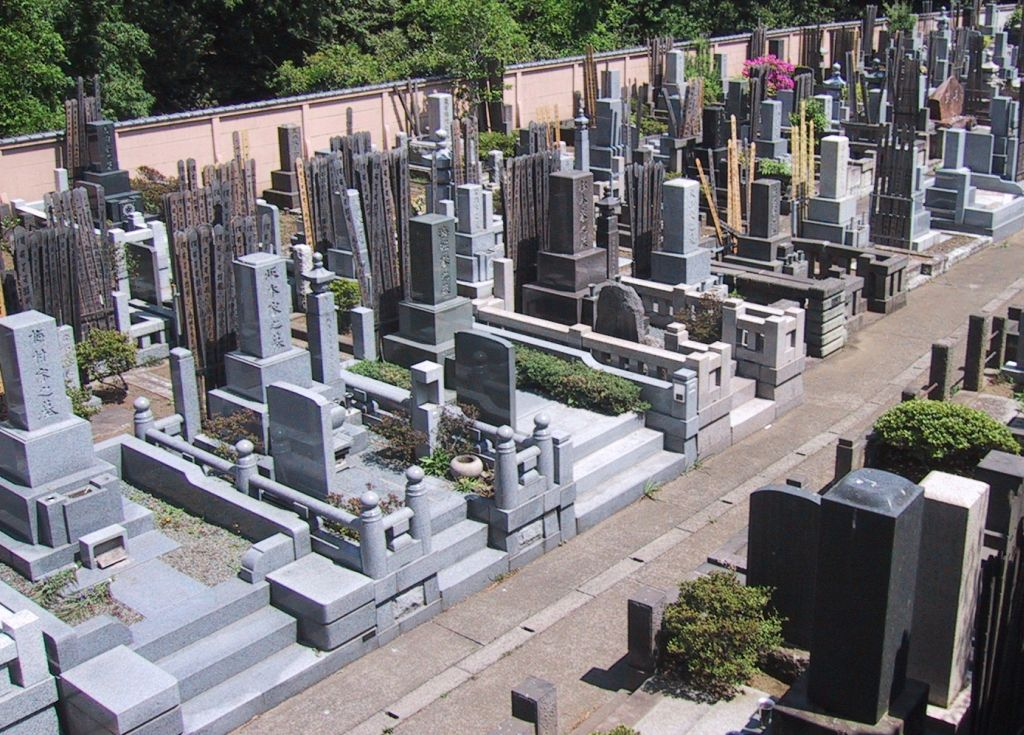
Для більшості японців О-бон — це день поминання померлих родичів.

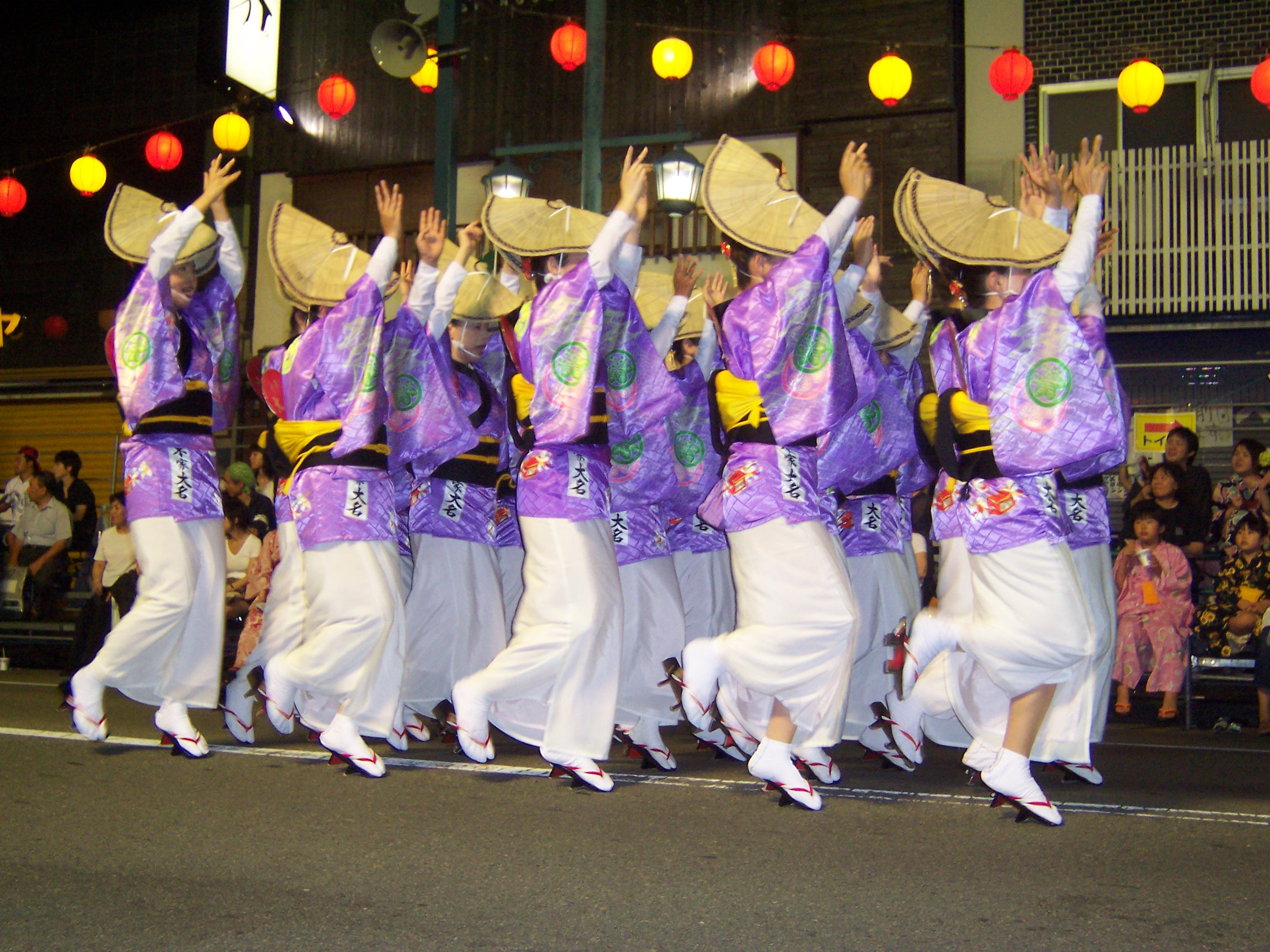
«Авський танок» ава-одорі — різновид поминального танцю під час О-бон.

О-бон (お盆, おぼん) — японське свято поминання духів пращурів і померлих, що святкується 15 числа 7 місяця за старим японським календарем. Зазвичай вважається буддистським торжеством, однак містить багато синтоїстських елементів. Пов'язується з поминальними святкуваннями урабон, обрядами вшанування пращурів, святами вогню і води. 
У сучасній Японії О-бон святкують щороку 15 серпня. Тиждень, на який припадає це свято вважається вихідним .
О-бон є частковим аналогом давньоукраїнської тризни та свята Івана Купала.

## Короткі відомості
«О-бон» — скорочена назва японського буддистського свята «урабон». Власне «бон» означає підніс або посуд з підношеннями духам пращурів та померлих.
В сучасній етнології О-бон прийнято вважати відголоском старояпонського свята початку осені, яке відмічалося в першу ніч повного місяця. Воно було пов'язане з добуддистськими ритуалами поминання духів пращурів, що проводилися двічі на рік — на початку весни і осені. Під впливом китайського календаря весняні торжества перетворилися на Новий рік, а осінні, змішавшись з будистським святом урабон — на О-бон.
Перша згадка про святкування О-бон як буддистського поминального свята датується 606 роком, правлінням Імператора-жінки Суйко. У 8 — 11 століттях воно переросло в обов'язкову церемонію при Імператорському дворі та буддистських храмах столичного округу. У 13 столітті О-бон увібрав у себе ритуали поминання злих духів — сеґакі-е та свято підношення «тисячі ліхтарів» — мандо-е.
Письмові джерела 14 — 16 століть згадують про О-бон як народне свято, що супроводжувалось поминанням померлих, танцями бон-одорі та запалюванням вогнів окурбі. У 17 — 19 столітті, в період Едо, торжества стали масовішими, розтягнувшись у часі з 13 по 16 число 7 місяця, та увібрали у себе нові практики — запрошування на дім ченців, відвідування могил, отримання відпусток, пускання на воду вогників-проводирів, організація ярмарків і гулянь. Така манера святкування О-бон залишається практично не змінною по сьогодні.
Дослідник української та японської міфології Хіросі Катаока говорить, що японці подають спеціальну їжу для душ померлих. В останній день Бону готували так звані прощальні галушки «данґо», що повинні були підтримати силу духу предків поверненням у «той» світ.